# FAKE DIVINE
「FAKE DIVINE」（フェイク・ディヴァイン）は、日本のロックバンド・L'Arc〜en〜Ciel、VAMPSのボーカリストで、シンガーソングライターであるHYDEの10作目のシングル。表題曲は2018年10月2日に配信発売。フィジカルは2018年10月24日に発売。発売元はVirgin Music。

## 解説
前作「AFTER LIGHT」から約2ヶ月ぶりとなるシングル。なお、本作は前作に続き4度目となるタイアップ楽曲を含まないシングルとなっている。
本作の表題曲「FAKE DIVINE」は、激しいビートとダークかつ切ないメロディが印象的なナンバーで、ハロウィンをイメージし制作された楽曲となっている。ちなみにこの曲は制作当初、ヒップ・ホップのようなアレンジにする案もあったという。HYDEはこの曲の制作を振り返り「この曲は、"この部分がいいから、ここをラップにした方がいいよ"みたいなアイディアがあって、もう是非やりたいなぁと思ったけど。でもなかなか…僕としてはライヴで盛り上がる曲を最優先で今探さないと、ツアーが始まる直前だったんで。なんとかアレンジだけでも済ませて、ライヴで使える曲にしたいという状態だったからね。"ラップはいつでもできる、とりあえずこの曲は完成させたい"と最終的にはなって」「shoくん（MY FIRST STORY）が作ってきた曲をね、ドリューがメロディをまたいじったり、構成を変えたりして完成させてくれた曲。この曲も何かすごい作り込まれたような曲で、shoくんらしくて。最初のツアーでもいつもオープニングでやってたぐらい。いい曲だと思います」と述懐している。なお、この曲の制作には前述の通り、ドリュー・フルク（a.k.a WZRD BLD）とMY FIRST STORYのギタリストであるshoがコンポーザーとして参加している。また、この曲のミックス作業には、2ndアルバム『666』やVAMPSのアルバム制作にも携わっていたジョシュ・ウィルバーが参加している。
フィジカル発売前の2018年10月2日には、各種音楽配信サイトにおいて、表題曲「FAKE DIVINE」のダウンロード・ストリーミング先行配信が開始されている。
先行配信から約3週間後の同年10月24日に、初回生産限定盤A（CD＋コンセプトブック）、初回生産限定盤B（CD＋DVD）、通常盤（CD）の3形態でフィジカルが発売された。初回限定盤Aには撮り下ろし写真を掲載したコンセプトブックが、初回限定盤Bには表題曲のミュージック・ビデオとライヴツアー「HYDE LIVE 2018」のハイライト映像を収めたDVDが付属している。なお、フィジカルのジャケットは、楽曲のイメージに合わせ、ハロウィンを意識したデザインで手掛けられている。また、フィジカルに付属するDVDに収められたミュージック・ビデオは、二階健が監督を務めており、児童小説・アニメ『不思議の国のアリス』をモチーフにした内容になっている。
カップリングには、2018年に公開された映画『音量を上げろタコ!なに歌ってんのか全然わかんねぇんだよ!!』に自身が提供した楽曲「人類滅亡の歓び」（作詞：いしわたり淳治／作曲：HYDE）を歌詞を変えてセルフカバーした「監獄ROCK」が収録されている。

## 収録曲
| #  | タイトル        | 作詞                                     | 作曲                                     | 編曲                                     | 時間 |
| -- | --------------- | ---------------------------------------- | ---------------------------------------- | ---------------------------------------- | ---- |
| 1. | 「FAKE DIVINE」 | Sho from MY FIRST STORY, HYDE, Drew Fulk | Sho from MY FIRST STORY, HYDE, Drew Fulk | Sho from MY FIRST STORY, HYDE, Drew Fulk | 4:04 |
| 2. | 「監獄ROCK」    | HYDE                                     | HYDE                                     | PABLO                                    | 4:06 |

## 初回生産限定盤B付属DVD
1. 「FAKE DIVINE」ミュージックビデオ
ディレクター：二階健
2. 「HYDE LIVE 2018」ハイライト映像

## 参加ミュージシャン
FAKE DIVINE
- HYDE：Vocal
- Francesco Artusato：Guitars, Bass

監獄ROCK
- HYDE：Vocal
- PABLO：Instruments

## 収録アルバム
- 『ANTI』 (#1）